# Handorf
Handorf is een gemeente in de Duitse deelstaat Nedersaksen. De gemeente maakt deel uit van de Samtgemeinde Bardowick in het Landkreis Lüneburg. Handorf telt 2.105 inwoners.
Afrit 5 Handorf van de Autobahn A39 (Hamburg–Lüneburg) ligt 3 km ten zuiden van het dorp ietwat in the middle of nowhere. Vanaf deze afrit is Handorf bereikbaar over de Bundesstraße 404, die verder noordwaarts via een brug over de Elbe naar Geesthacht loopt.
Openbaar vervoer is beperkt tot een plm. 6 x per dag rijdende Rufbus (belbusverbinding) 5451 van en naar station Bardowick en terug. Zie hiervoor de website van de gemeente Handorf. De belbus rijdt niet op zon- en feestdagen. Sommige van de belbussen rijden ook naar Wittorf en Barum v.v.
Handorf ontstond in de late middeleeuwen rondom enige grote boerderijen. Het is verder vooral een boeren- en forensendorp, waarover geen historische gebeurtenissen van meer dan plaatselijke betekenis zijn overgeleverd. De meest opvallende gebouwen van Handorf zijn enkele schilderachtige boerderijen, een 19e-eeuwse kerk en een windmolen, type bovenkruier.

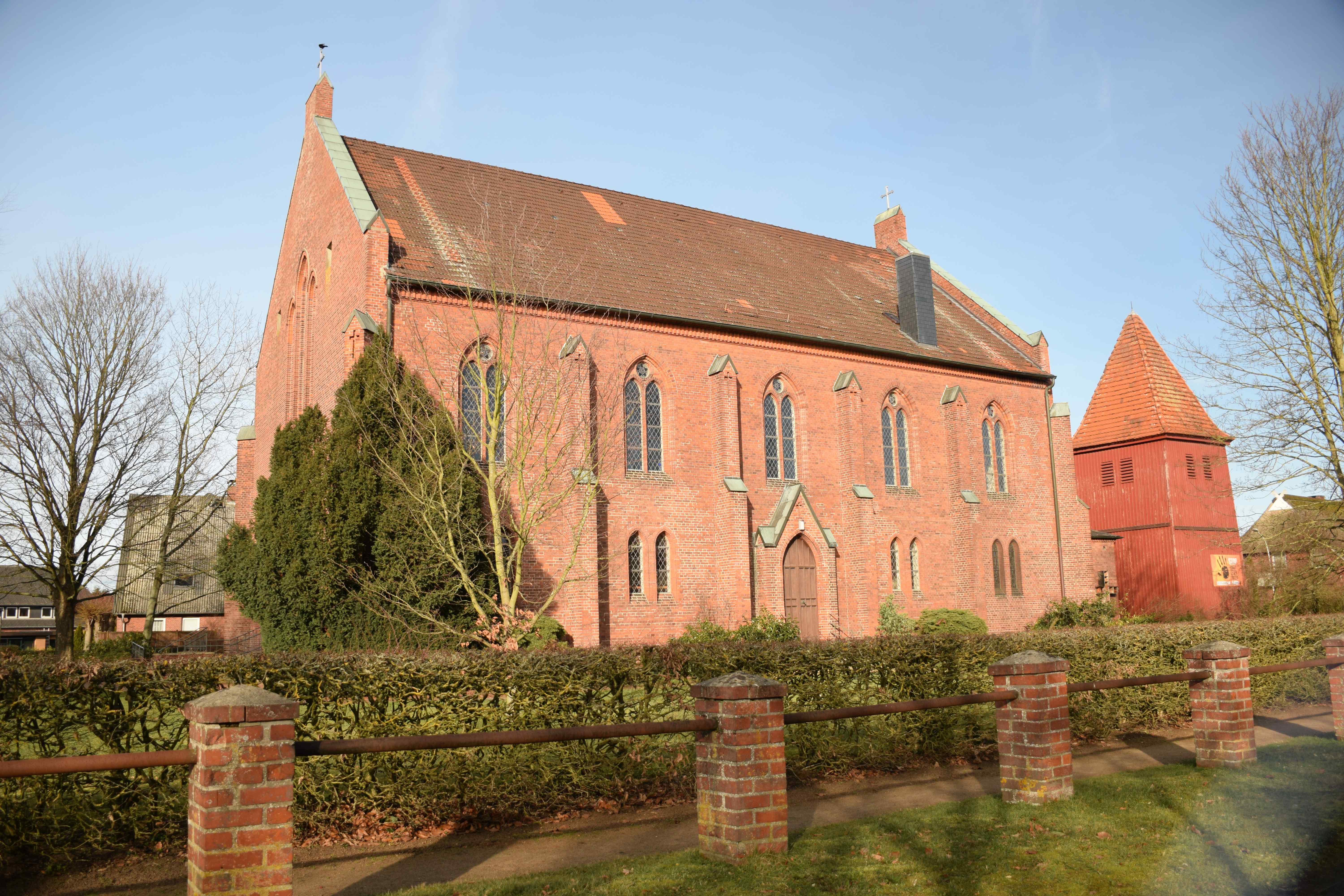
Evangelisch-lutherse Mariakerk (1854) te Handorf
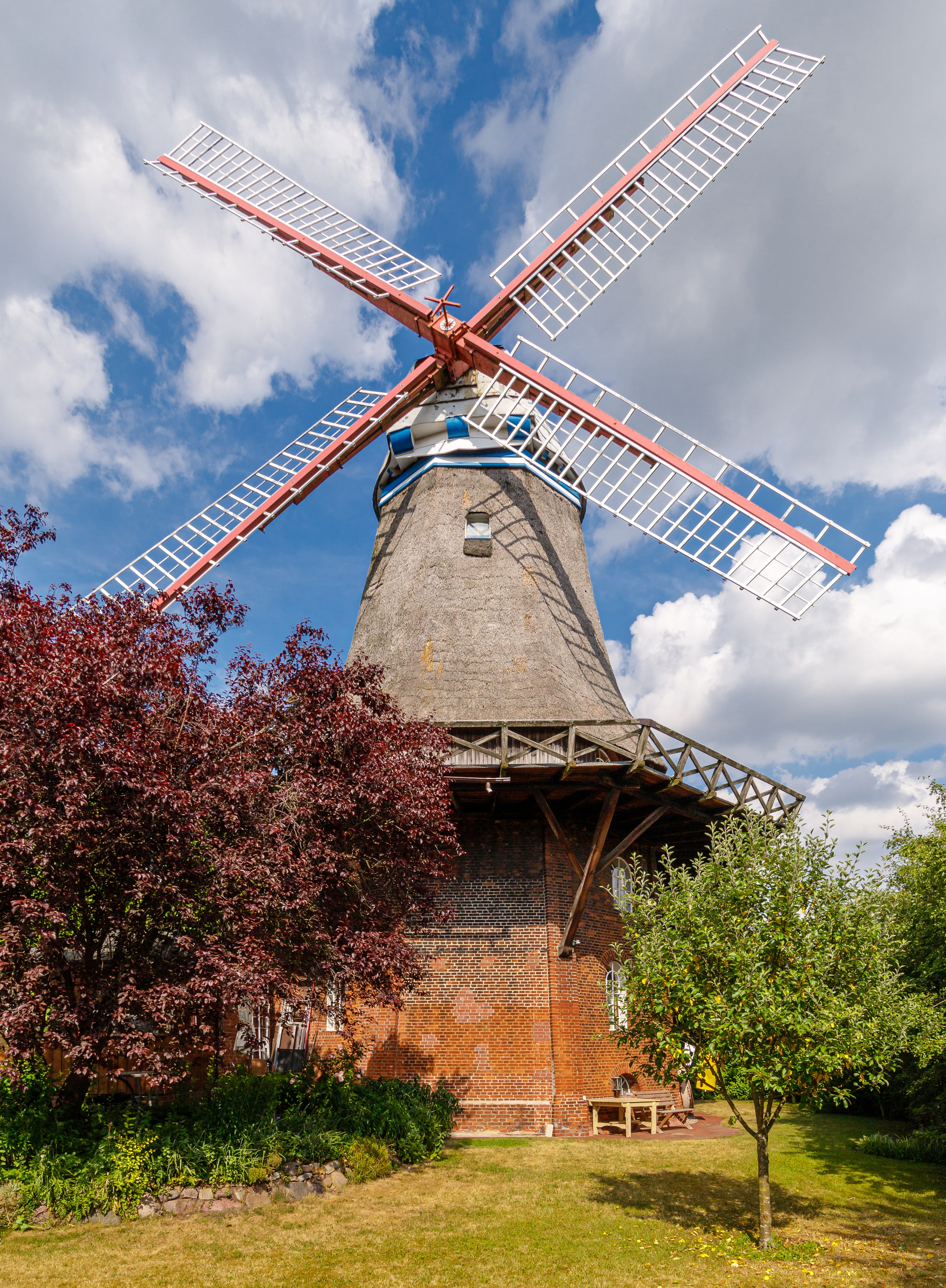
Windmolen (1868) van Handorf
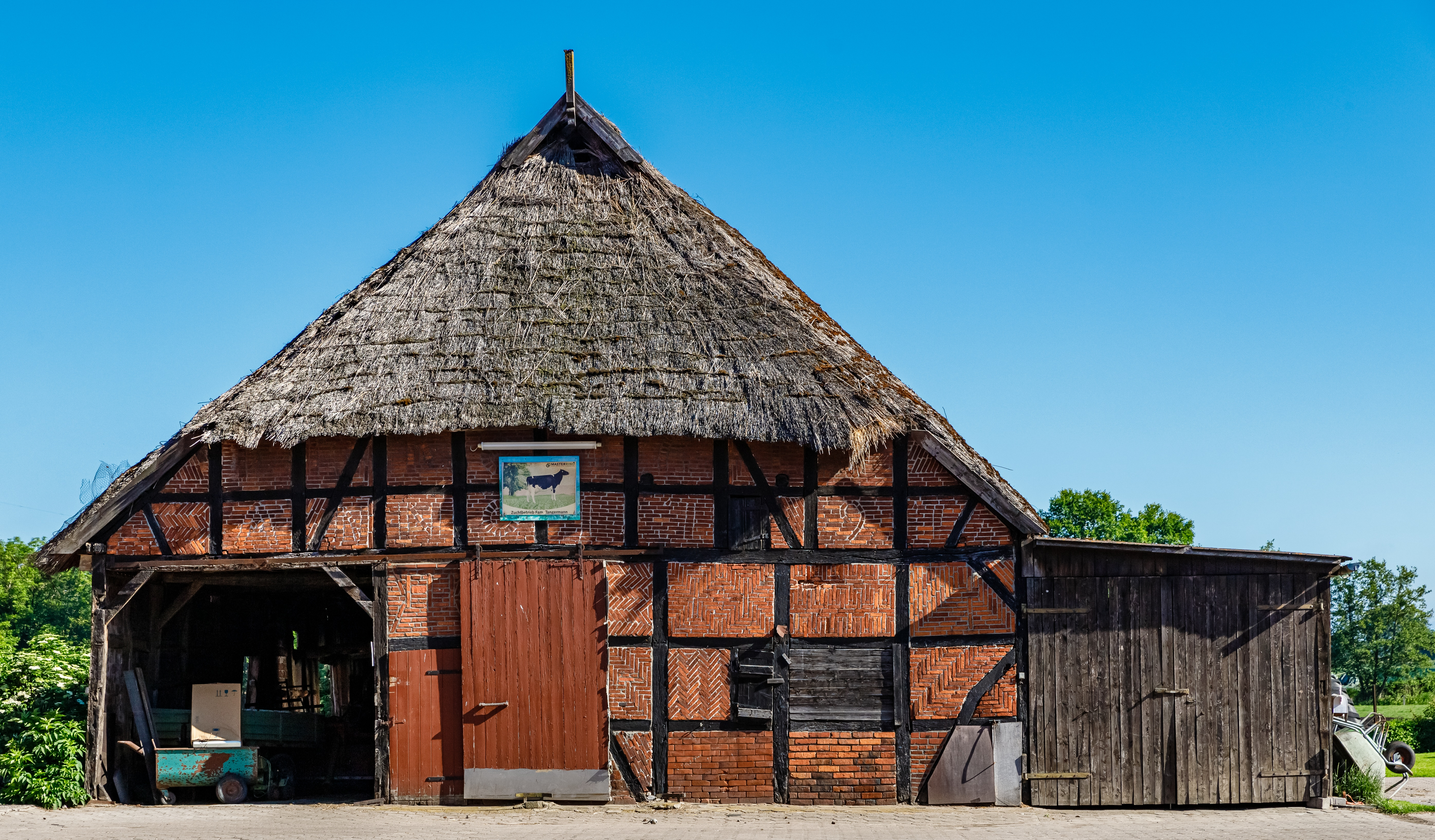
Boerenschuur aan de Bäckerstraße te Handorf

Adendorf · 
Amelinghausen · 
Amt Neuhaus · 
Artlenburg · 
Bardowick · 
Barendorf · 
Barnstedt · 
Barum · 
Betzendorf · 
Bleckede · 
Boitze · 
Brietlingen · 
Dahlem · 
Dahlenburg · 
Deutsch Evern · 
Echem · 
Embsen · 
Handorf · 
Hittbergen · 
Hohnstorf (Elbe) · 
Kirchgellersen · 
Lüdersburg · 
Lüneburg · 
Mechtersen · 
Melbeck · 
Nahrendorf · 
Neetze · 
Oldendorf (Luhe) · 
Radbruch · 
Rehlingen · 
Reinstorf · 
Reppenstedt · 
Rullstorf · 
Scharnebeck · 
Soderstorf · 
Südergellersen · 
Thomasburg · 
Tosterglope · 
Vastorf · 
Vögelsen · 
Wendisch Evern · 
Westergellersen · 
Wittorf